# L’Albère
L’Albère (katalanisch l’Albera) ist eine französische Gemeinde mit 63 Einwohnern (Stand: 1. Januar 2022) im Département Pyrénées-Orientales der Region Okzitanien. Sie gehört zum Arrondissement Céret und zum Kanton Vallespir-Albères.

## Geographie
Die Gemeinde liegt rund 25 Kilometer südlich von Perpignan an der Bergkette Chaîne des Albères, die den östlichen Ausläufer der Pyrenäen bildet. Sie reicht im Süden bis an die Grenze von Spanien. Nachbargemeinden in Frankreich sind:  
- Montesquieu-des-Albères und Villelongue-dels-Monts im Norden,
- Laroque-des-Albères im Nordosten,
- Le Perthus im Südwesten und
- Les Cluses im Westen.

Der Hauptort der Gemeinde trägt den Namen Saint-Jean-de-L’Albère. Eine Vielzahl von Bergbächen entwässern das Gemeindegebiet in nordwestlicher Richtung zum Fluss Tech.

### Verkehrsanbindung
L’Albère liegt abseits überregionaler Verkehrsverbindungen, da Straße (Autobahn A9) und Schiene in der benachbarten Gemeinde Le Perthus den Gebirgspass Col de Perthus auf dem Weg nach Spanien benutzen.

## Bevölkerungsentwicklung
| Jahr      | 1968 | 1975 | 1982 | 1990 | 1999 | 2006 | 2009 | 2016 |
| Einwohner | 61   | 62   | 50   | 54   | 69   | 69   | 83   | 83   |

## Sehenswürdigkeiten
- Dolmen Na Cristiana
- Kirche Saint-Jean von 1089
- Kirche Saint-Martin de l’Albère von 844